# メディ・タウィル
メディ・タウィル（アラビア語: مهدي طويل、ラテン文字表記: Mehdi Taouil、1983年5月20日 - ）はフランス・ヴァル＝ド＝マルヌ県・ヴィルヌーヴ＝サン＝ジョルジュ出身の元モロッコ代表サッカー選手。ポジションはフォワード、ミッドフィールダー。

## 経歴
モロッコ人の父とアルジェリア人の母の下、フランスのヴィルヌーヴ＝サン＝ジョルジュに生まれる。2001年にディヴィジョン・ドゥのASナンシーでプロデビューし、2003年には2. ブンデスリーガの1.FCニュルンベルクに移籍した。2005年、リーグ・ドゥのモンペリエHSCに加入し、フランスに舞い戻った。2007年10月10日、スコティッシュ・プレミアリーグのキルマーノックFCとシーズン終了までの契約が発表された。契約延長を経て、同チームではリーグ戦100試合以上に出場した。2011年6月14日、以前から接触のあったハート・オブ・ミドロシアンFCに移籍した。2013年、スュペル・リグのスィヴァススポルに移籍した。2017年2月16日、アゼルバイジャン・プレミアリーグのAZAL PFKに移籍した。

## 代表歴
モロッコオリンピック代表
- アテネオリンピック

## タイトル
ニュルンベルク
- 2. ブンデスリーガ 2003-04

ハーツ
- スコティッシュカップ 2011-12